# ابن الحماد
أبو جعفر أحمد بن يوسف ابن الكماد (توفي عام 1195) فلكي مسلم ولد في إشبيلية في الأندلس. أكمل تعليمه في قرطبة من قبل طلاب الزرقالي. من أعماله: زيج (الكور على الدور) وزيج (الأمد على الأبد) وجمعت في (المقتبس)، وقد جعلت شهرته في أنحاء ليس فقط في شبه الجزيرة الايبيرية بل في جميع أنحاء شمال أفريقيا، وخاصة تونس، حيث أن الفلكي ابن إسحاق التونسي كتب بعض الملاحظات على أعماله.